# Хроніки Ріддіка
«Хроніки Рі́ддіка» (англ. The Chronicles of Riddick) — американський науково-фантастичний пригодницький фільм 2004 року режисера Девіда Туї. Це другий фільм франшизи Хроніки Ріддіка після фільму «Цілковита пітьма» 2000 року.
Злочинець Ріддік отримує замовлення врятувати дівчину Джек з найсуворішої в'язниці в галактиці. В цей час на населені планети насувається армада релігійних фанатиків некромонгерів. Лідерові некромонгерів було напророкувано, що його уб'є останній з народу фурійців, і Ріддік виявляється саме таким. Ріддіку доводиться взяти на себе цей обов'язок, щоб захистити тих небагатьох людей, з якими він близький, і тим самим урятувати галактику.

## Сюжет
Нація релігійних фанатиків некромонгерів прокладає собі шлях між зорями до Всесвіту Смерті, де нібито здобуде досконалість. Дорогою туди некромонгери навертають планети у свою віру, а непокірних знищують. Оповідачка Ереон зауважує, що в такі часи не лише добро бореться зі злом. Особливо небезпечний галактичний злочинець на ім'я Ріддік тікає на одній з планет від переслідувачів. Завдяки своїм унікальним очам він здатний бачити в непроглядній пітьмі, але на сонці змушений носити темні окуляри. Так само він дуже сильний, витривалий, жорстокий і практично невразливий. Мисливці за головами сподіваються отримати велику винагороду за нього. Їм вдається загнати Ріддіка в льодяні печери, проте злочинець сам проникає в їхній шаттл, коли ті вирушили його шукати. Він допитується у ватажка мисливців Тумбса хто його найняв. Той зізнається, що замовники з планети Геліон Прайм. Ріддік відбирає шаттл і летить з планети.
На Геліоні Прайм Ріддік відвідує Нову Мекку та знаходить замовника — шанованого імама. Той пояснює, що найманці були єдиним способом знайти Ріддіка. Імам розповідає про просування некромонгерів і скоро вони будуть і на цій планеті. Ріддік зустрічається з мудрою Ереон, яка розповідає, що некромонгери бояться лише жителів планети Фурія. Некромонгери давно знищили її, але Ріддік — можливо єдиний уцілілий фурієць. Правоохоронці намагаються схопити Ріддіка, той дає відсіч і відмовляється допомогти. Тоді імам розповідає про дівчину Джек, яку він мав захищати, але вона втекла і потрапила на планету Крематорія.
Вночі на Геліон Прайм прилітає армада некромонгерів. Вони швидко зломлюють оборону та пропонують населенню приєднатися до них. Ріддік у темряві вбиває загарбників, але йому не вдається врятувати імама. Зранку проповідник некромонгерів закликає вцілілих скоритись. Ріддік кидає виклик ворожому генералу та вбиває його, чим привертає увагу Лорда Маршала некромонгерів. Лорд Маршал дарує йому кинджал генерала, адже за традицією вбивці дістається все майно вбитого. Далі він пропонує Ріддіку служити йому, але Ріддік відмовляється. Тоді лідер некромонгерів веде його на свій корабель, де намагається схилити на свій бік. Жриці некромонгерів відчувають, що це фурієць, і вимагають вбити Ріддіка. Втекти допомагає несподівано прибулий Тумбс, який знайшов Ріддіка за прихованим радіомаяком. Мисливці за головами везуть його на Крематорію, де розташована найсуворіша в'язниця в галактиці.
Лорд Маршал наказує генералу Ваако розшукати Ріддіка. Дружина Ваако, Дейм, допитується у взятої в полон Ереон чому Лорд Маршал так прагне вбити останнього фурійця. Та розповідає про пророцтво, за яким саме останній фурієць уб'є Лорда Маршала. Дізнавшись про таку долю, Лорд Маршал наказав знищити всіх фурійців і досі був упевнений, що йому ніхто не загрожує. Дейм підмовляє чоловіка вбити лідера некромонгерів, адже якщо він чогось боїться, то негідний свого звання. Проте Ваако не наважується, бо Лорд Маршал колись побував у Всесвіті Смерті, що наділило його надзвичайною швидкістю.
Мисливці за головами прибувають на Крематорію. Вдень поверхня цієї планети так розжарюється, що спалює все на попіл, а вночі там панує мороз. Ріддіка везуть у підземну в'язницю, де підвішують на ланцюгу. Ріддіку вдається звільнитись і він зустрічає Джек, яка взяла собі ім'я Кіра. Вона ображена на Ріддіка за те, що він її не врятував, і намагається його вбити. Проте Ріддік ухиляється від удару і Кіра йде геть. Вночі наглядачі випускають звірів, які полюють на в'язнів, що не пішли до своїх камер. Ріддік приборкує звіра та дізнається від Кіри як вона потрапила до в'язниці. Згодом Ріддік розкриває, що шлях на поверхню щодня відкривається на короткий час аби впустити свіже повітря, і він планує втечу. Начальник в'язниці дізнається про наближення корабля некромонгерів та підозрює, що Тумбс викрав Ріддіка в них. Він відмовляється заплатити за Ріддіка, стається бійка, в ході якої спільники Тумбса гинуть. Наглядачі тікають, сподіваючись дістатись до єдиного корабля на поверхні. Ріддік з Кірою вирішують випередити їх. До них приєднуються в'язні, група прямує по поверхні в час, коли температура вже не надто низька і не дуже висока. Некромонгери під командуванням Ваако висаджуються на планету й схоплюють втікачів, коли вони майже добігають до корабля. Проповідник передає Ріддіку послання — триматися подалі від Лорда Маршала, і тоді він житиме. Але також він зазначає, що колись був фурійцем і сподівається, що Ріддік не послухається. З цими словами проповідник виходить на осоння та згорає. Взявши його корабель, Ріддік летить визволити Кіру. Ваако ж, упевнений, що проповідник убив Ріддіка, повідомляє про успіх.
Ереон каже Лорду Маршалу, що Ріддік імовірно вцілів. Той терміново відкликає війська з Геліона Прайм та готується спустошити планету вибухами. Дейм пропонує Ваако дозволити Ріддіку вбити Лорда Маршала. В цей час Ріддік опиняється на кораблі Лорда Маршала, переодягнувшись некромонгером. Він вривається до тронної зали, та лідер некромонгерів влаштував там засідку. Він показує, що Кіра вже перетворена на некромонгера. Кіра переконує Ріддіка прийняти нову віру, тоді він кидає у Лорда Маршала кинджал. Це лише ранить лиходія, котрий виходить на поєдинок. Лорд Маршал майже перемагає, та Кіра несподівано завдає йому удару в спину, отримуючи рани у відповідь. Ваако хапає зброю та замахується на Лорда Маршала, думаючи, що тепер займе його місце. Проте Лорд Маршал, тікаючи, наражається на кинджал Ріддіка. Кіра помирає, а некромонгери схиляються перед Ріддіком як новим Лордом Маршалом. Ереон коментує це словами, що навіть вона тепер не знає до чого це приведе.

## У ролях
| Актор                | Роль            |
| -------------------- | --------------- |
| Він Дізель           | Ріддік          |
| Колм Фіоре           | Лорд Маршал     |
| Кіт Девід            | Імам            |
| Алекса Давалос       | Джек/Кіра       |
| Карл Урбан           | Лорд Ваако      |
| Тенді Ньютон         | Дейм Ваако      |
| Джуді Денч           | Ереон           |
| Лаунас Роуч          | чистильник      |
| Йорик ван Вагенінген | Гув             |
| Нік Чінлунд          | Александр Тумбс |
| Кім Гавторн          | Ладжун          |
| Крістіна Кокс        | Ева Логан       |
| Алексіс Ллевеллін    | Зіза            |
| Пітер Вільямс        | засуджений      |